# Senatul României
Senatul este camera superioară a Parlamentului bicameral al României. Are 136 de locuri, iar membrii sunt aleși prin vot popular direct, folosind reprezentarea proporțională pe liste de partid în 43 de circumscripții electorale (41 de județe, municipiul București și o circumscripție pentru românii din străinătate), cu mandate de 4 ani.
Președintele Senatului României este Mircea Abrudean, în funcție de la data de 24 iunie 2025.

## Istoric

### Primul Senat (1859–1944)
Istoria parlamentară a României începe în mai 1831 în Țara Românească, unde a fost promulgată o constituție numită Regulamentul Organic, impusă de Imperiul Rus.
În ianuarie 1832, Regulamentul a intrat în vigoare și în Principatul Moldovei. Acesta a pus bazele instituției parlamentare în cele două principate române. La Congresul de la Paris din 1856, Rusia a cedat Moldovei malul stâng al gurii Dunării, inclusiv o parte din Basarabia, și a renunțat la pretenția de protector al creștinilor din Imperiul Otoman. Moldova și Țara Românească, deși rămâneau sub suzeranitate otomană, au fost recunoscute ca principate autonome, quasi-independente, protejate de celelalte puteri europene.
Statutul Dezvoltător al Convenției de la Paris din 19 august 1858 introducea un parlament bicameral, cu o cameră superioară numită Corpul Ponderator, redenumită ulterior Senat. Unirea formală a celor două principate a avut loc în 1859. În 1864, la inițiativa lui Alexandru Ioan Cuza, principiul reprezentării naționale a fost extins printr-un referendum.
Constituția României din 1866 a proclamat monarhia constituțională ca formă de guvernământ, bazată pe suveranitatea națională și separația puterilor. Puterea legislativă urma să fie exercitată de noul Domnitor (Carol I al României) și de parlamentul bicameral, compus din Adunarea Deputaților și Senat.
Pe 9 mai 1877, sub cupola Parlamentului României a fost citită Declarația de independență a României.
Constituția României din 1923, aprobată de ambele camere în mai 1923, a încredințat din nou puterea legislativă Senatului, Adunării Deputaților și Regelui. Constituția a instituit calitatea de membru de drept în Senat pentru:
- Moștenitorul tronului;
- Mitropoliți și episcopi ai bisericilor ortodoxă și greco-catolică;
- Conducătorii cultelor recunoscute de stat;
- Președintele Academiei Române;
- Foștii președinți ai Consiliului de Miniștri;
- Foști miniștri cu cel puțin șase ani vechime;
- Foști președinți ai oricăreia dintre camerele legislative care au deținut această funcție pentru cel puțin opt sesiuni ordinare;
- Foști senatori și deputați aleși în cel puțin zece legislaturi, indiferent de durata acestora;
- Foști președinți ai Curții Supreme de Justiție;
- Generali în rezervă și retragere;
- Foști președinți ai Adunărilor Naționale de la Chișinău, Cernăuți și Alba Iulia, care au proclamat unirea provinciilor respective cu România în 1918 (Unirea Transilvaniei cu România, Unirea Basarabiei cu România).

În plus, Senatul includea și un element electiv, ales de colegii electorale corporatiste, cum ar fi camerele de comerț, industrie și agricultură, precum și profesorii universitari.
În februarie 1938, în contextul crizei politice care a dus la al Doilea Război Mondial, regele Carol al II-lea a impus o monarhie mai autoritară. Conform Constituției din 1938, Parlamentul și-a pierdut o parte din principalele atribuții. Senatul urma să fie compus din membri numiți de rege, membri de drept și membri aleși în circumscripții uninominale, similar cu deputații. Proporția dintre membrii numiți și cei aleși urma să fie egală, iar senatorii de drept trebuiau să îndeplinească condițiile prevăzute în Constituția din 1923.

### Suspendarea și desființarea (1940–1944)
În septembrie 1940, după abdicarea regelui Carol, Statul Național Legionar a suspendat parlamentul, dar a durat mai puțin de cinci luni. A fost urmat de dictatura militară a lui Ion Antonescu, iar parlamentul a rămas suspendat. 
După lovitura regală din 23 august 1944, la 15 iulie 1946 guvernul controlat de Partidul Comunist Român a emis o lege electorală care a reorganizat parlamentul într-un singur organism legislativ, numit Adunarea Deputaților, desființând astfel Senatul. Conform Constituției din 1948, acesta a devenit Marea Adunare Națională.

### Reînființarea Senatului (1990)
Revoluția Română din 1989 a deschis calea pentru restaurarea democrației reprezentative pluraliste. Conform noii Constituții post-comuniste din 1991, aprobată prin referendum național, România a revenit la sistemul parlamentar bicameral, în care Senatul este o cameră aleasă.
La 22 noiembrie 2009, simultan cu primul tur al alegerilor prezidențiale, a avut loc un referendum privind modificarea structurii Parlamentului de la bicameral (137 senatori și 334 deputați) la unicameral, cu maximum 300 de locuri. Alegătorii au aprobat această schimbare cu 77,78% (prezență la vot 50,95%), dar până în 2025 modificările constituționale necesare nu au fost implementate.

## Locație
Primul Senat român a funcționat între 1864 și 1869 într-o clădire mică, care există și astăzi pe Calea Șerban Vodă. După inaugurarea noii clădiri a Universității din București, Senatul s-a mutat într-o sală mai mare din acea clădire. Între 1929 și 1940, a fost găzduit temporar într-o clădire de pe bulevardul Regina Elisabeta, în timp ce un nou Palat al Senatului urma să fie construit în actuala Piață a Națiunilor Unite. Această clădire nu a fost niciodată finalizată.
După Revoluția din 1989, Senatul a fost găzduit în „Palatul Senatului”, situat în Piața Revoluției. Această clădire în formă de U a fost construită între 1938 și 1941 sub coordonarea inginerului Emil Prager, după planurile arhitectului Emil Nădejde pentru Ministerul Afacerilor Interne, iar între 1958 și 1989 a fost sediul Comitetului Central al Partidului Comunist Român. În timpul Revoluției, președintele Nicolae Ceaușescu și soția sa Elena au fugit cu elicopterul de pe acoperișul clădirii.
În 2005, senatorii s-au mutat în Palatul Parlamentului, alăturându-se colegilor din Camera Deputaților. „Palatul Senatului” găzduiește acum Ministerul Afacerilor Interne.

## Grupuri parlamentare
În Senat, senatorii se organizează în grupuri parlamentare, în funcție de apartenența politică. Grupurile parlamentare au un rol important în coordonarea activității legislative, desemnarea reprezentanților în comisii și stabilirea pozițiilor politice în dezbateri. Funcționarea grupurilor este similară cu cea din Camera Deputaților.
| Grup parlamentar                                                    | Număr de membri |
| ------------------------------------------------------------------- | --------------- |
| Grupul parlamentar al Partidului Social Democrat (PSD)              | 38              |
| Grupul parlamentar al Alianței pentru Unirea Românilor (AUR)        | 28              |
| Grupul parlamentar al Partidului Național Liberal (PNL)             | 22              |
| Grupul parlamentar al Uniunii Salvați România (USR)                 | 19              |
| Grupul parlamentar al Uniunii Democrate Maghiare din România (UDMR) | 10              |

## Biroul permanent al Senatului
Biroul permanent al Senatului este organul de conducere ce asigură desfășurarea activității parlamentare. Structura și atribuțiile Biroului permanent sunt similare cu cele din Camera Deputaților și includ organizarea ședințelor plenului, gestionarea ordinii de zi și a calendarului legislativ.
1. Președinte Ilie Bolojan (PNL)
2. Vicepreședinți Robert Cazanciuc (PSD), Paul Stănescu (PSD), Laurențiu Plăeșu (AUR)
3. Secretari Doina Federovici (PSD), Niculina Stelea (AUR), Vasile Blaga (PNL), Cristian Ghinea (USR)
4. Chestori Marius-Alexandru Dunca (PSD), Ion-Narcis Mircescu (USR), Ninel Peia (SOS RO), Levente Novak (UDMR)

## Comisii permanente
Comisiile parlamentare din Senat funcționează similar celor din Camera Deputaților, având rolul de a analiza proiectele legislative, a elabora rapoarte și avize, precum și de a supraveghea activitatea guvernamentală în domeniile specifice fiecărei comisii.
- Comisia pentru afaceri juridice, numiri, disciplină, imunități și validări
- Comisia pentru buget, finanțe, bănci și piață de capital
- Comisia pentru economie, industrie și servicii
- Comisia pentru agricultură, silvicultură și dezvoltare rurală
- Comisia pentru afaceri externe
- Comisia pentru administrația publică, teritoriu și protecția mediului
- Comisia pentru apărare, ordine publică și securitate națională
- Comisia pentru muncă, familie și protecție socială
- Comisia pentru educație, știință, tineret și sport
- Comisia pentru sănătate publică
- Comisia pentru cultură, artă și informare media în masă
- Comisia pentru drepturile omului, culte și minorități
- Comisia pentru egalitatea de șanse
- Comisia pentru privatizarea și gestionarea activelor statului
- Comisia pentru cercetarea abuzurilor, corupție și petiții

## Structură după 1989
| Partid | Partid                                 | Aleși        | Aleși  | Pierdut | Câștigat | În prezent   | În prezent |
| Partid | Partid                                 | Procente (%) | Locuri | Pierdut | Câștigat | Procente (%) | Locuri     |
| ------ | -------------------------------------- | ------------ | ------ | ------- | -------- | ------------ | ---------- |
|        | Partidul Social Democrat               | 26,86%       | 36     | –       | –        | 26,86%       | 36         |
|        | Alianța pentru Unirea Românilor        | 20,89%       | 28     | –       | –        | 20,89%       | 28         |
|        | Partidul Național Liberal              | 16,41%       | 22     | –       | –        | 16,41%       | 22         |
|        | Uniunea Salvați România                | 14,17%       | 19     | –       | –        | 14,17%       | 19         |
|        | Partidul S.O.S. România                | 8,95%        | 12     | 2       | –        | 7,46%        | 10         |
|        | Uniunea Democrată Maghiară din România | 7,46%        | 10     | –       | –        | 7,46%        | 10         |
|        | Partidul Oamenilor Tineri              | 5,22%        | 7      | 7       | –        | 0.00%        | 0          |
|        | Neafiliați                             | –            | –      | –       | 9        | 6.71%        | 9          |
|        | Vacant                                 | –            | –      | –       | –        | –            | –          |
| Total  | Total                                  | 100          | 134    | —       | —        | 100          | 134        |

| Partid | Partid                                 | Aleși        | Aleși  | Pierdut | Câștigat | În prezent   | În prezent |
| Partid | Partid                                 | Procente (%) | Locuri | Pierdut | Câștigat | Procente (%) | Locuri     |
| ------ | -------------------------------------- | ------------ | ------ | ------- | -------- | ------------ | ---------- |
|        | Partidul Social Democrat               | 34,55%       | 47     | 1       | 1        | 33,82%       | 46         |
|        | Partidul Național Liberal              | 30,14%       | 41     | 4       | 2        | 28,67%       | 39         |
|        | Uniunea Salvați România                | 18,38%       | 25     | 3       | 0        | 16,17%       | 22         |
|        | Alianța pentru Unirea Românilor        | 10,29%       | 14     | 2       | 0        | 8,82%        | 12         |
|        | Uniunea Democrată Maghiară din România | 6,61%        | 9      | 0       | 0        | 6,61%        | 9          |
|        | Forța Dreptei                          | —            | —      | 0       | 3        | 2,2%         | 3          |
|        | Partidul Umanist Social Liberal        | —            | —      | 0       | 1        | 0,73%        | 1          |
|        | Partidul Național Român                | —            | —      | 0       | 1        | 0,73%        | 1          |
|        | Neafiliați                             | —            | —      | 4       | 4        | 1,47%        | 2          |
|        | Vacant                                 | —            | —      | 0       | 1        | 0,73%        | 1          |
| Total  | Total                                  | 100          | 136    | —       | —        | 100          | 136        |

| Partid | Partid                                 | Aleși        | Aleși  | Pierdut | Câștigat | În prezent   | În prezent |
| Partid | Partid                                 | Procente (%) | Locuri | Pierdut | Câștigat | Procente (%) | Locuri     |
| ------ | -------------------------------------- | ------------ | ------ | ------- | -------- | ------------ | ---------- |
|        | Partidul Social Democrat               | 49,26%       | 67     | 10      | 2        | 43,38%       | 59         |
|        | Partidul Național Liberal              | 22,05%       | 30     | 4       | 0        | 19,11%       | 26         |
|        | Uniunea Salvați România                | 9,55%        | 13     | 0       | 0        | 9,55%        | 13         |
|        | Uniunea Democrată Maghiară din România | 6,61%        | 9      | 1       | 1        | 6,61%        | 9          |
|        | Alianța Liberalilor și Democraților    | 6,61%        | 9      | 5       | 3        | 5,14%        | 7          |
|        | Partidul Mișcarea Populară             | 5,88%        | 8      | 4       | 1        | 3,67%        | 5          |
|        | Partidul Umanist Social Liberal        | —            | —      | 0       | 2        | 1,47%        | 2          |
|        | Independenți                           | —            | —      | 0       | 15       | 11,02%       | 15         |
| Total  | Total                                  | 100          | 136    | —       | —        | 100          | 136        |

Observație: structura menționată este cea de la începutul mandatului.
| Partid                                      | Partid                                 | Aleși        | Aleși  |
| Partid                                      | Partid                                 | Procente (%) | Locuri |
| ------------------------------------------- | -------------------------------------- | ------------ | ------ |
|                                             | Partidul Social Democrat               | 69,32%       | 59     |
| Partidul Național Liberal                   | 50                                     | 69,32%       |        |
| Partidul Conservator                        | 8                                      | 69,32%       |        |
| Uniunea Națională pentru Progresul României | 5                                      | 69,32%       |        |
|                                             | Partidul Democrat Liberal              | 13,64%       | 22     |
| Partidul Național Țărănesc Creștin Democrat | 1                                      | 13,64%       |        |
| Forța Civică                                | 1                                      | 13,64%       |        |
|                                             | Partidul Poporului – Dan Diaconescu    | 11,93%       | 21     |
|                                             | Uniunea Democrată Maghiară din România | 5,11%        | 9      |
| Total                                       | Total                                  | 100          | 176    |

| Partid               | Partid                                 | Aleși        | Aleși  |
| Partid               | Partid                                 | Procente (%) | Locuri |
| -------------------- | -------------------------------------- | ------------ | ------ |
|                      | Partidul Democrat Liberal              | 37,22%       | 51     |
|                      | Partidul Social Democrat               | 35,75%       | 48     |
| Partidul Conservator | 1                                      | 35,75%       |        |
|                      | Partidul Național Liberal              | 20,43%       | 28     |
|                      | Uniunea Democrată Maghiară din România | 6,56%        | 9      |
| Total                | Total                                  | 100          | 137    |

| Partid                    | Partid                                 | Aleși        | Aleși  |
| Partid                    | Partid                                 | Procente (%) | Locuri |
| ------------------------- | -------------------------------------- | ------------ | ------ |
|                           | Partidul Social Democrat               | 41,6%        | 46     |
| Partidul Umanist Român    | 11                                     | 41,6%        |        |
|                           | Partidul Național Liberal              | 35,76%       | 29     |
| Partidul Democrat Liberal | 20                                     | 35,76%       |        |
|                           | Partidul România Mare                  | 15,32%       | 21     |
|                           | Uniunea Democrată Maghiară din România | 7,29%        | 10     |
| Total                     | Total                                  | 100          | 137    |

| Partid                         | Partid                                   | Aleși        | Aleși  |
| Partid                         | Partid                                   | Procente (%) | Locuri |
| ------------------------------ | ---------------------------------------- | ------------ | ------ |
|                                | Partidul Democrației Sociale din România | 46,42%       | 60     |
| Partidul Umanist Român         | 4                                        | 46,42%       |        |
| Partidul Social-Democrat Român | 1                                        | 46,42%       |        |
|                                | Partidul România Mare                    | 26,42        | 37     |
|                                | Partidul Democrat                        | 9,28         | 13     |
|                                | Partidul Național Liberal                | 9,28         | 13     |
|                                | Uniunea Democrată Maghiară din România   | 8,57         | 12     |
| Total                          | Total                                    | 100          | 140    |

| Partid                                        | Partid                                      | Aleși        | Aleși  |
| Partid                                        | Partid                                      | Procente (%) | Locuri |
| --------------------------------------------- | ------------------------------------------- | ------------ | ------ |
|                                               | Partidul Național Țărănesc Creștin Democrat | 37,06%       | 26     |
| Partidul Național Liberal                     | 17                                          | 37,06%       |        |
| Partidul Național Liberal-Convenția Democrată | 5                                           | 37,06%       |        |
| Partidul Alternativa României                 | 3                                           | 37,06%       |        |
| Partidul Ecologist Român                      | 1                                           | 37,06%       |        |
| Federația Ecologistă din România              | 1                                           | 37,06%       |        |
|                                               | Partidul Democrației Sociale din România    | 28,67        | 41     |
|                                               | Partidul Democrat                           | 16,08%       | 22     |
| Partidul Social-Democrat Român                | 1                                           | 16,08%       |        |
|                                               | Uniunea Democrată Maghiară din România      | 7,69%        | 11     |
|                                               | Partidul România Mare                       | 5,59%        | 8      |
|                                               | Partidul Unității Națiunii Române           | 4,89%        | 7      |
| Total                                         | Total                                       | 100          | 143    |

| Partid                                        | Partid                                      | Aleși        | Aleși  |
| Partid                                        | Partid                                      | Procente (%) | Locuri |
| --------------------------------------------- | ------------------------------------------- | ------------ | ------ |
|                                               | Frontul Democrat al Salvării Naționale      | 34,26%       | 49     |
|                                               | Partidul Național Țărănesc Creștin Democrat | 23,77%       | 34     |
| Partidul Alianța Civică                       | 7                                           | 23,77%       |        |
| Partidul Național Liberal-Convenția Democrată | 4                                           | 23,77%       |        |
| Partidul Social-Democrat Român                | 1                                           | 23,77%       |        |
| Partidul Național Liberal-Aripa Tânără        | 1                                           | 23,77%       |        |
|                                               | Frontul Salvării Naționale                  | 12,58%       | 18     |
|                                               | Partidul Unității Națiunii Române           | 9,79%        | 14     |
|                                               | Uniunea Democrată Maghiară din România      | 8,39%        | 12     |
|                                               | Partidul România Mare                       | 4,19%        | 6      |
|                                               | Partidul Democrat Agrar din România         | 3,49%        | 5      |
|                                               | Partidul Socialist al Muncii                | 3,49%        | 5      |
| Total                                         | Total                                       | 100          | 143    |

| Partid | Partid                                      | Aleși        | Aleși  |
| Partid | Partid                                      | Procente (%) | Locuri |
| ------ | ------------------------------------------- | ------------ | ------ |
|        | Frontul Salvării Naționale                  | 76,47%       | 91     |
|        | Uniunea Democrată Maghiară din România      | 10,08%       | 12     |
|        | Partidul Național Liberal                   | 8,4%         | 10     |
|        | Partidul Unității Națiunii Române           | 1,68%        | 2      |
|        | Mișcarea Ecologică din România              | 0,84%        | 1      |
|        | Partidul Național Țărănesc Creștin Democrat | 0,84%        | 1      |
|        | Partidul Ecologist Român                    | 0,84%        | 1      |
|        | Independent                                 | 0,84%        | 1      |
| Total  | Total                                       | 100          | 119    |

## Președinții Senatului după 1989
Președintele Senatului este ales prin vot secret, cu buletine de vot, de căre plenul Senatului, la începutul fiecărei legislaturi sau când funcția devine vacantă. Fiecare grup parlamentar poate propune un candidat, iar alegerea se face cu majoritatea voturilor senatorilor prezenți. Dacă niciun candidat nu obține majoritatea, se organizează un al doilea tur de scrutin între primii doi clasați.
| #    | Nume                    | Naștere–Deces | De la              | Până la            | Partid      |
| ---- | ----------------------- | ------------- | ------------------ | ------------------ | ----------- |
| 36   | Alexandru Bârlădeanu    | 1911–1997     | 18 iunie 1990      | 16 octombrie 1992  | FSN         |
| 37   | Oliviu Gherman          | 1930–2020     | 22 octombrie 1992  | 22 noiembrie 1996  | FDSN/PDSR   |
| 38   | Petre Roman             | 1946–         | 27 noiembrie 1996  | 22 decembrie 1999  | PD          |
| 39   | Mircea Ionescu-Quintus  | 1917–2017     | 4 februarie 2000   | 30 noiembrie 2000  | PNL         |
| 40   | Nicolae Văcăroiu        | 1943–         | 15 decembrie 2000  | 30 noiembrie 2004  | PDSR/PSD    |
| 40   | Nicolae Văcăroiu        | 1943–         | 19 decembrie 2004  | 14 octombrie 2008  | PSD         |
| —    | Doru Ioan Tărăcilă      | 1951–         | 14 octombrie 2008  | 28 octombrie 2008  | PSD         |
| 41   | Ilie Sârbu              | 1950–         | 28 octombrie 2008  | 13 decembrie 2008  | PSD         |
| 42   | Mircea Geoană           | 1958–         | 19 decembrie 2008  | 23 noiembrie 2011  | PSD         |
| —    | Petru Filip             | 1955–         | 23 noiembrie 2011  | 28 noiembrie 2011  | PDL         |
| 43   | Vasile Blaga            | 1956–         | 28 noiembrie 2011  | 3 iulie 2012       | PDL         |
| 44   | Crin Antonescu          | 1959–         | 3 iulie 2012       | 19 decembrie 2012  | PNL         |
| 44   | Crin Antonescu          | 1959–         | 19 decembrie 2012  | 10 martie 2014     | PNL         |
| —    | Cristian Dumitrescu     | 1955–         | 4 martie 2014      | 10 martie 2014     | PSD         |
| 45   | Călin Popescu-Tăriceanu | 1952–         | 10 martie 2014     | 21 decembrie 2016  | Independent |
| 45   | Călin Popescu-Tăriceanu | 1952–         | 21 decembrie 2016  | 2 septembrie 2019  | PLR/ALDE    |
| —    | Șerban Valeca           | 1956-2022     | 2 septembrie 2019  | 10 septembrie 2019 | PSD         |
| 46   | Teodor Meleșcanu        | 1941–         | 10 septembrie 2019 | 3 februarie 2020   | Independent |
| —    | Titus Corlățean         | 1968–         | 3 februarie 2020   | 9 aprilie 2020     | PSD         |
| —    | Robert Cazanciuc        | 1971–         | 9 aprilie 2020     | 21 decembrie 2020  | PSD         |
| 47   | Anca Dragu              | 1972–         | 21 decembrie 2020  | 23 noiembrie 2021  | USR PLUS    |
| 48   | Florin Cîțu             | 1972–         | 23 noiembrie 2021  | 29 iunie 2022      | PNL         |
| —    | Alina Gorghiu           | 1978–         | 29 iunie 2022      | 13 iunie 2023      | PNL         |
| 49   | Nicolae Ciucă           | 1967–         | 13 iunie 2023      | 23 decembrie 2024  | PNL         |
| 50   | Ilie Bolojan            | 1969–         | 23 decembrie 2024  | 12 februarie 2025  | PNL         |
| —    | Mircea Abrudean         | 1984–         | 12 februarie 2025  | 26 mai 2025        | PNL         |
| (50) | Ilie Bolojan            | 1969–         | 26 mai 2025        | 23 iunie 2025      | PNL         |
| 51   | Mircea Abrudean         | 1984–         | 24 iunie 2025      | prezent            | PNL         |

## Numismatică
La 2 iunie 2014, Banca Națională a României a pus în circulație, în atenția colecționarilor, un set de trei monede (din aur, din argint și din tombac cuprat), precum și o monedă din argint, cu ocazia împlinirii a 150 de ani de la înființarea Senatului României.
Monedele din aur au valoarea nominală de 100 de lei, au titlul de 900‰, diametrul de 21 mm, o greutate de 6,452 grame și cantul zimțat. Toate monedele de argint, au valoarea nominală de 10 lei, titlul de 999‰, diametrul de 37 mm, o greutate de 31,103 grame, iar cantul este zimțat. Monedele din tombac cuprat au valoarea nominală de 1 leu, diametrul de 37 mm, greutatea de 23,5 grame și cantul zimțat. Toate monedele din această emisiune sunt rotunde și sunt de calitate proof.
Aversurile monedelor de aur, de argint și de tombac cuprat au gravuri similare: sunt redate reprezentarea parțială a Palatului Parlamentului din București, o imagine din interiorul Senatului, în timpul unei ședințe a acesteia, stema României, milesimul 2014, valoarea nominală (100 de lei, pe moneda de aur, 10 lei, pe moneda de argint și 1 leu, pe moneda de tombac cuprat); în arc de cerc este gravată denumirea statului emitent, ROMANIA.
Reversul, comun tuturor monedelor (din aur, din argint și din tombac cuprat), prezintă portretul domnitorului Alexandru Ioan Cuza și al mitropolitului Nifon, care a fost primul președinte al Senatului, numele acestora, textul în arc de cerc 150 DE ANI DE LA INFIINTAREA SENATULUI și 1864, anul evenimentului aniversat.